# Anchon brevicornis
Anchon brevicornis är en insektsart som beskrevs av Chou 1980. Anchon brevicornis ingår i släktet Anchon och familjen hornstritar. Inga underarter finns listade i Catalogue of Life.